# Estación Américo Vespucio
Américo Vespucio será la cuarta estación del futuro tren de cercanías Tren Melipilla-Estación Central, que conectará la ciudad de Santiago con Melipilla en la Región Metropolitana de Santiago, Chile.
La estación está proyectada para que inicie sus operaciones en 2027.

## Historia

### SigloXIX
El Ramal Santiago-Cartagena es una línea ferroviaria chilena que conecta la ciudad de Santiago con el balneario de Cartagena, pasando por localidades intermedias como Melipilla. La construcción de este ferrocarril se llevó a cabo en etapas, siendo el primer tramo el que unió Santiago con Melipilla.
Desde 1872, se planteaba la necesidad de construir un ferrocarril que conectara Santiago con Melipilla y, eventualmente, con San Antonio, con el objetivo de aliviar la carga ferroviaria del tramo Santiago-Valparaíso.
El 2 de noviembre de 1888, el gobierno de Chile otorgó un contrato a Newton B. Lord, vicepresidente de la empresa North and South American Construction Company, para la construcción de varios ramales ferroviarios, incluyendo la línea desde Santiago hasta Melipilla. Las obras de este tramo se llevaron a cabo entre 1888 y el 1 de septiembre de 1893, fecha en que se inauguró oficialmente el servicio ferroviario que conectaba Santiago con Melipilla.
En esta zona no hubo servicios de detención para pasajeros.

### SigloXX
Durante gran parte del siglo XX la zona no tuvo un mayor desarrollo de infraestructura pública o habitacional. Es con la creación de la Comisión Metropolitana de Tránsito Rápido de Santiago en 1965 que inicia un nuevo proceso de construcción de nuevas avenidas en Santiago. La Avenida Américo Vespucio estaba planificada desde 1936 como el Anillo Externo de Circunvalación Américo Vespucio, pero no es sino hasta después de 1965 que inició sus obras de construcción de su tramo entre la Avenida Pedro Aguirre Cerda y Avenida Pajaritos —sección que está contigua a la estación homónima— en 1975, pero fueron paralizadas en 1976 por temas de control de crecimiento habitacional.
Es recién en 1988 que se anuncia que este último tramo de la Avenida Circunvalación Américo Vespucio sería completado en 1990; pero es entregado para su uso en 1991. Es en este periodo cuando se construye el puente.

### SigloXXI
Entre enero de 2004 y diciembre de 2005 este tramo de la Avenida es convertido en la Autopista Vespucio Sur. Es en este periodo cuando el puente se recambia de uno mecano a uno de concreto, incluyendo espacio para un segundo radier para una segunda vía.
Con la aprobación del Tren Melipilla-Estación Central, la construcción de la obra gruesa de la estación inició en 2022.
El 31 de enero de 2025 ocurrió un pequeño incendio en las proximidades de la estación debido a la quema de basura.

## Infraestructura
La Estación Américo Vespucio se ubicará en el límite entre las comunas de Cerrillos y Maipú, dónde los accesos a la estación fueron ideados para coexistir con plazas y áreas de juego existentes. Los pasajeros podrán acceder a la estación mediante túneles peatonales que cruzarán tanto la vía ferroviaria como las vías vehiculares adyacentes.
Para la construcción de la estación, se abrirá la vía situada a la izquierda para dar espacio al nuevo andén central. Este andén será diseñado con postes de catenaria.

### Avenida Américo Vespucio
El proyecto también implica el refuerzo y la modernización de las estructuras de puente existentes sobre la autopista Américo Vespucio Sur y la Avenida Américo Vespucio. Los puentes existentes están en buen estado y se planea extender su vida útil mediante trabajos de refuerzo y mantenimiento menor. Se construirán dos nuevos puentes adicionales a los lados de la estructura actual: uno para el paso de trenes de pasajeros y otro para trenes de carga. Ambos puentes estarán diseñados para complementar la infraestructura actual.

## Servicios
Está en proceso de construcción el servicio de pasajeros Tren Melipilla-Estación Central, El tramo Lo errázuriz Talagante estará operativo en 2027, mientras que el tramo Talagante-Melipilla lo estará en 2029.

## Origen etimológico
Adquiere su nombre por la circunvalación homónima, Autopista Vespucio Sur, en la comuna de Cerrillos.

## Conexión con Red Metropolitana de Movilidad
La estación posee 4 paraderos de la Red Metropolitana de Movilidad en sus alrededores, los cuales corresponden a:
| Paradero / Código                                        | Recorridos                    |
| -------------------------------------------------------- | ----------------------------- |
| Av. Pdte. Salvador Allende / esq. El Mirador (PI662)     | I01 (Hospital Borja Arriarán) |
| Av. Pdte. Salvador Allende / esq. Critias (PI694)        | I01 (Villa Los Héroes)        |
| Volcán Tacora / esq. Av. del Ferrocarril (PI861)         | I03 (Villa Los Héroes)        |
| Avenida del Ferrocarril / esq. Sebastián Elcano (PI1589) | I03 (Villa Los Héroes)        |